# حزبك (المملكة المتحدة)
حزبك هو حزب يساري بالمملكة المتحدة، أسسه النائبان السابقان عن حزب العمال جيرمي كوربين وزارا سلطانة في 24 يوليو 2025. الاسم الحالي للحزب مؤقت حتى يُعتمد اسم له في المؤتمر التأسيسي الذي سيقعد في خريف 2025.

## الخلفية
كان جيرمي كوربين فيما سبق زعيم حزب العمل، لكن الحزب علق عضويته بعد اتهامه بمعادة السامية، ترشح كوربين كعضو مستقل في انتخابات 2024 واستطاع الحفاظ على مقعده. ثم شكل كوربين مع أربعة نواب أخرين لهم برامج انتخابية قائمة على دعم غزة التحالف المستقل. أعلنت صحيفة ذا سبيكتاتور في ديسمبر 2024 أن التحالف يرجح أن يصبح حزبًا في 2025، وذكرت الصحيفة أيضا أن ثلاثة من أعضاء التحالف وهم شوكات آدم وعدنان حسين وأيوب خان دعموا بشدة تأسيس حزب جديد، بينما كان كوربين أكثرهم ترددًا.
وقالت صحيفة فاينانشال تايمز أن اليساريين بشكل عام كانوا غير راضين عن تحول حزب العمال من حزب يساري إلى يميني في ظل رئاسة كير ستارمر للوزراء ‏.

## التاريخ

### إعلان سلطانة
أعلنت زارا سلطانة، التي ترشحت عن حزب العمال في انتخابات 2024 ثم علقت عضويها، في يوليو 2025 أنها ستترك حزب العمال وستسعى لإنشاء حزب جديد من كوربين وغير من النواب المستقلين. دعم إقبال أحمد، أحد نواب التحالف، تصريح سلطانة، وصرح كوربين بوجود مناقشات مع عدة أطراف حول تشكيل حزب جديد.
ذكرت الصحف أن كوربين أحبط من إعلان سلطانة، وأنه حثها على حذف التصريح. جاء تصريح سلطانة هذا عقب تصويت بين الاشتراكيين المتهمين بموضوع الحزب الجديد (بمن فيهم كوربين وسلطانة)، واتفقوا على تشكيل حزب جديد يتشارك كوربين وسلطانة في قيادته. في حين أن حلفاء كوربين امتنعوا عن التصويت، وفضوا الانتظار حتى انعقاد مؤتمر يُحسم فيه أمر القيادة.

### إعلان تأسيس الحزب
أعلن كوربين وسلطانة على منشور عبر إكس في 24 يوليو 2025 عن إطلاق موقع إلكتروني للحزب يمكن للمهتمين التسجيل في القائمة البريدية للحزب والمؤتمر التأسيس للحزبي. أشار كوربين وسلطانة إلى الحزب باسم حزبك – والحزب الجديد الذي سيتشكل منه، في حين اكتفت وسائل الإعلام بكلمة حزبك للإشارة إليه. وهو أمر اعترضت عليه سلطانة التي أكدت أن الاسم مؤقت.
ذكر كوربين أن أكثر من 80 ألف شخص سجلوا في موقع الحزب في الخمس ساعات الأولى من إطلاقه، ثم ذكر أن العدد تجاوز 300 ألف في يوم 25 يوليو، و600 ألف في أقل من أسبوع من تأسيسه، و700 ألف مسجل في 7 أكتوبر منهم أكثر من 23 ألف مسجل بويلز. وهنا أيد بقية أعضاء التحالف المستقل تأسيس الحزب ورحبوا بعضوية سلطانة.
رجحت بي بي سي نيوز أن يشارك الحزب في انتخابات عام 2026 المحلية، وذكرت سكاي نيوز أن نحو 200 عضو في المجالس المحلية انضموا للحزب، بعضهم من خلفيات مستقلة. وانضم العديد من أعضاء المجالس المحلية السابقين مثل هيدلي مكارثي زعيم مجلس مقاطعة بلايناو جوينت السابق. شارك التحالف النقابي والاشتراكي (TUSC) في مناقشات للحزب الجديد، وعرض عليه أن يستخدم تسجيله في قوائم اللجنة الانتخابية.
انضم ستة أعضاء من مجلس هاستينغز بورو وعضو في مجلس إيسلينغتون لندن بورو إلى الحزب في أواخر يوليو 2025 بعد استقالتهم من حزب العمال. وانضم أحد أعضاء مجلس مدينة كوفنتري وآخر من مجلس مدينة كامبريدج إلى الحزب الجديد في أغسطس بعد استقالته من حزب العمال.

### التحضير للمؤتمر التأسيسي
سيُعقد المؤتمر التأسيسي في خريف 2025، وفيه سيُقرر اسم الحزب وسياساته. قالت سلطانة أنها تفضل شخصيًا اسم «اليسار» أو «حزب اليسار». واقترح كوربين أن يبقى الاسم المؤقت «حزبك»، ولكنه رحّب بالمسميات المقترحة الأخرى. ومن الأسماء المقترحة الأخرى «حزب الشعب».
أفادت سكاي نيوز في أغسطس 2025 بأن مسألة قيادة الحزب مثيرًا جدا للجدل بين أعضاء الحزب، وذكرت أن حلفاء كوربين يفضلون إجراء انتخابات قيادة مفتوحة في المؤتمر، في حين تفضل سلطانة نموذج الشراكة في قيادة الحزب. ردت سلطانة على سكاي نيوز عبر منشور على إكس تقول فيه أنها أنها تؤمن بالتصويت المفتوح وترغب في المشاركة بقيادة الحزب، إلا أن القرار النهائي سيكون بيد الأعضاء.
وتردت أخبار أن القيادة ربما تؤل إلى ليان محمد الناشطة مستقلة التي اقتربت من الفوز بدائرة إلفورد الشمالية في انتخابات 2024، أو فِيونا لالي العضوة البارزة في التيار الماركسي الأممي.

## السياسة
مثلما ذكر ستحدد سياسة الحزب وعقيدته في المؤتمر التأسيسي. لكن صرح كوربين وسلطانة في بيان مشترك على الموقع أن الحزب سيهتم بقضايا إعادة توزيع الدخل والثروة والتأميم والاستثمار في الإسكان الاجتماعي ووقف خصخصة هيئة الخدمات الصحية الوطنية. ويتوقع أن يدعو الحزب إلى وقت بيع الأسلحة لإسرائيل والاهتمام بقضايا تغير المناخ وحماية حق التظاهر. وشدد كوربين أيضا على الاهتمام بالحركة الشعبية. صرحت آمنة عبد اللطيف العضوة السابقة في مجلس حزب العمال أن دعم قطاع غزة سيكون محوريا للحزب.

## الهيكلة
ذكرت صحيفة ديلي تلغراف في 25 يوليو أن كوربين وحلفاءه بصدد تشكيل لجنة توجيهية للحزب الجديد، ستعمل بشكل مستقل على حملة كوربين مشروع السلام والعدالة. أعلنت النائبة العمالية السابقة بيث وينتر وعمدة شمال تاين السابق عن حزب العمال جيمي دريسكول والعضو السابق في الجمعية الوطنية لجنوب إفريقيا أندرو فاينشتاين عن استعدادهم لتقديم المشورة للحزب.

### في البرلمان
حاليا يوجد 6 أعضاء نواب مستقلين في البرلمان يدعمون إنشاء الحزب، وكلهم أعضاء أيضا في التحالف المستقل. أفيد أن الحزب يحاول حث عدد من النواب الحاليين عن حزب العمال خاصة أولئك الأعضاء في مجموعة الحملة الاشتراكية، بالانشقاق عنه والانضمام للحزب الجديد.

### التحالفات
عقب الإعلان عن تأسيس الحزب، ظهرت دعوات لتوحيد التيار اليساري في المملكة المتحدة، وتركزت المناقشات على إمكانية التحالف بين الحزب الأخضر والحزب الجديد. وأشار زاك بولانسكي، الذي يترشح لقيادة حزب الخضر في إنجلترا وويلز، إلى انفتاحه على الفكرة. لكن صرّح كوربين في مقابلة له أنه لا يفضل التحالف مع حزب الخضر، ويرى التعاون معه في قضايا محددة داخل البرلمان حين تتقاطع مصالح الحزبين.

## روابط خارجية
- الموقع الرسمي